# بخش رام‌ناتهپورم
بخش رام‌ناتهپورم (به انگلیسی: Ramanathapuram district) یک بخش در هند است که در تامیل نادو واقع شده‌است. بخش رام‌ناتهپورم ۱٬۳۵۳٬۴۴۵ نفر جمعیت دارد.